# 速度の加法則

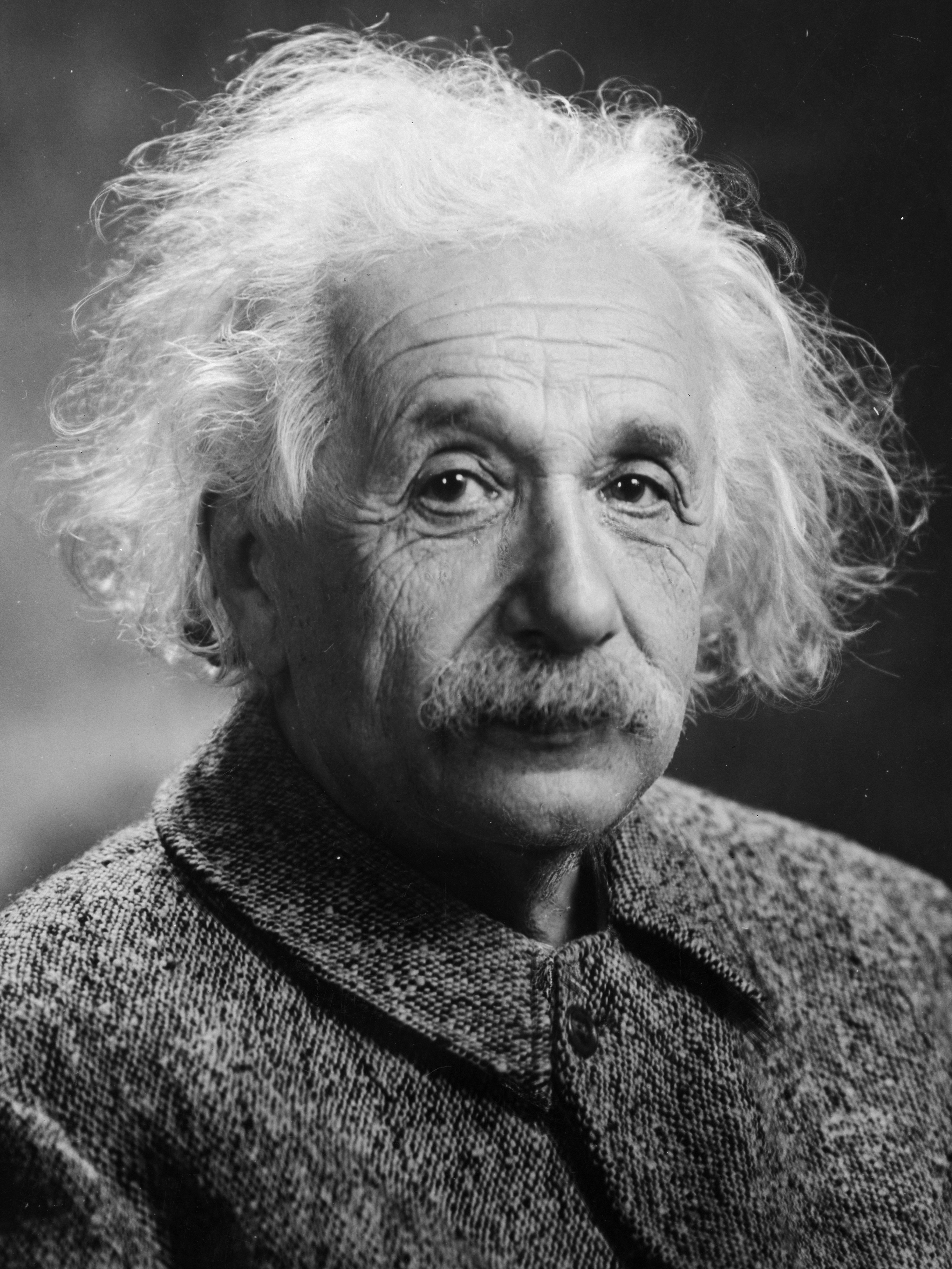
The special theory of relativity, formulated in 1905 by Albert Einstein, implies that addition of velocities does not behave in accordance with simple vector addition.

速度の加法則（そくどのかほうそく、英：velocity-addition formula）は、人 A が 人 B からみて速度 v で走っており、人 B が人 C からみて速度 w で走っている際、人 A が人 C からみてどのような速度をもって走っているようにみえるかを与える公式である。
特殊相対性理論での速度の合成は、古典力学的な場合の常識的な速度の合成からずれる。以下、簡単のため、A, B, C は共通の一直線上を動いているものとする。

## 古典力学での速度の合成
人 A が 人 B からみて速度 v で走っており、人 B が人 C からみて速度 w で走っているとする。
すると、人 A は 人 C からみて速度 v+w で走っているようにみえる。これは常識的な結果である。

## 特殊相対性理論での速度の合成
同様に、人 A が 人 B からみて速度 v で走っており、人 B が人 C からみて速度 w で走っているとする。
このとき、特殊相対性理論によると、人 A は 人 C からみて速度
{\displaystyle {\frac {v+w}{1+vw/c^{2}}}}
で動く。但し c は光速度である。これは、上記の常識的な v+w という答えとは異なる。
しかし、v,w<<cの場合、上記の古典力学での速度の合成に近似できる。
また、v を固定して {\displaystyle w\nearrow c} なる極限をとると、上式は {\displaystyle (v+w)/(1+vw/c^{2})\nearrow c}　となる。すなわち、合成速度も光速 c に近づくことがわかる。

## 参考
- Sommerfeld, A. (1909). “On the Composition of Velocities in the Theory of Relativity [Über die Zusammensetzung der Geschwindigkeiten in der Relativtheorie]”. Verh. Dtsch. Phys. Ges. 21:  577–582.